# 全军对外宣传工作领导小组
全军对外宣传工作领导小组，是中国人民解放军全军对外宣传工作的领导机构。

## 简介
2008年9月3日，全军对外宣传工作领导小组第一次会议在北京召开。全军对外宣传工作领导小组组长、总政治部副主任刘永治出席并讲话。来自解放军四总部11个相关部门的领导出席了此次会议。
与该领导小组的成立相呼应，2008年还成立了国防部新闻事务局、中国人民解放军总政治部宣传部对外宣传机构，前者侧重对外发布新闻，后者负责审批境外媒体对全军的采访。
2013年10月22日至29日，全军外宣工作高级研讨班在国防大学举办。中央军委委员、总政治部主任张阳提出了办班培训和军事对外宣传工作的要求。总政治部副主任、全军对外宣传工作领导小组组长殷方龙出席并讲话。国防大学校长宋普选、政治委员刘亚洲参加了研讨活动。解放军四总部、各大单位、武警部队、总政治部新闻单位的110位学员参加研讨班。

## 历任组长
1. 刘永治 上将（2008年9月－2009年12月）（总政治部副主任）
2. 杜金才 上将（2009年12月－2012年10月）（总政治部副主任）[4]
3. 殷方龙 中将（2012年10月－）（总政治部副主任）